# René Rast
René Rast (ur. 26 października 1986 w Minden) – niemiecki kierowca wyścigowy. Od sezonu 2019/20 zawodnik zespołu Audi Sport ABT Schaeffler Formula E Team w Formule E. Na swoim koncie ma starty między innymi w takich seriach wyścigowych jak Porsche Supercup, Formuła BMW ADAC, WEC, IMSA SportsCar Championship czy DTM. Wraz z zespołem Volkswagen Motorsport wygrał serię ADAC Volkswagen Polo Cup. W 2010, 2011 i 2012 roku triumfował w Porsche Supercup. W roku 2017, 2019 oraz 2020 wygrał niemiecką serię samochodów turystycznych DTM.

## Kariera

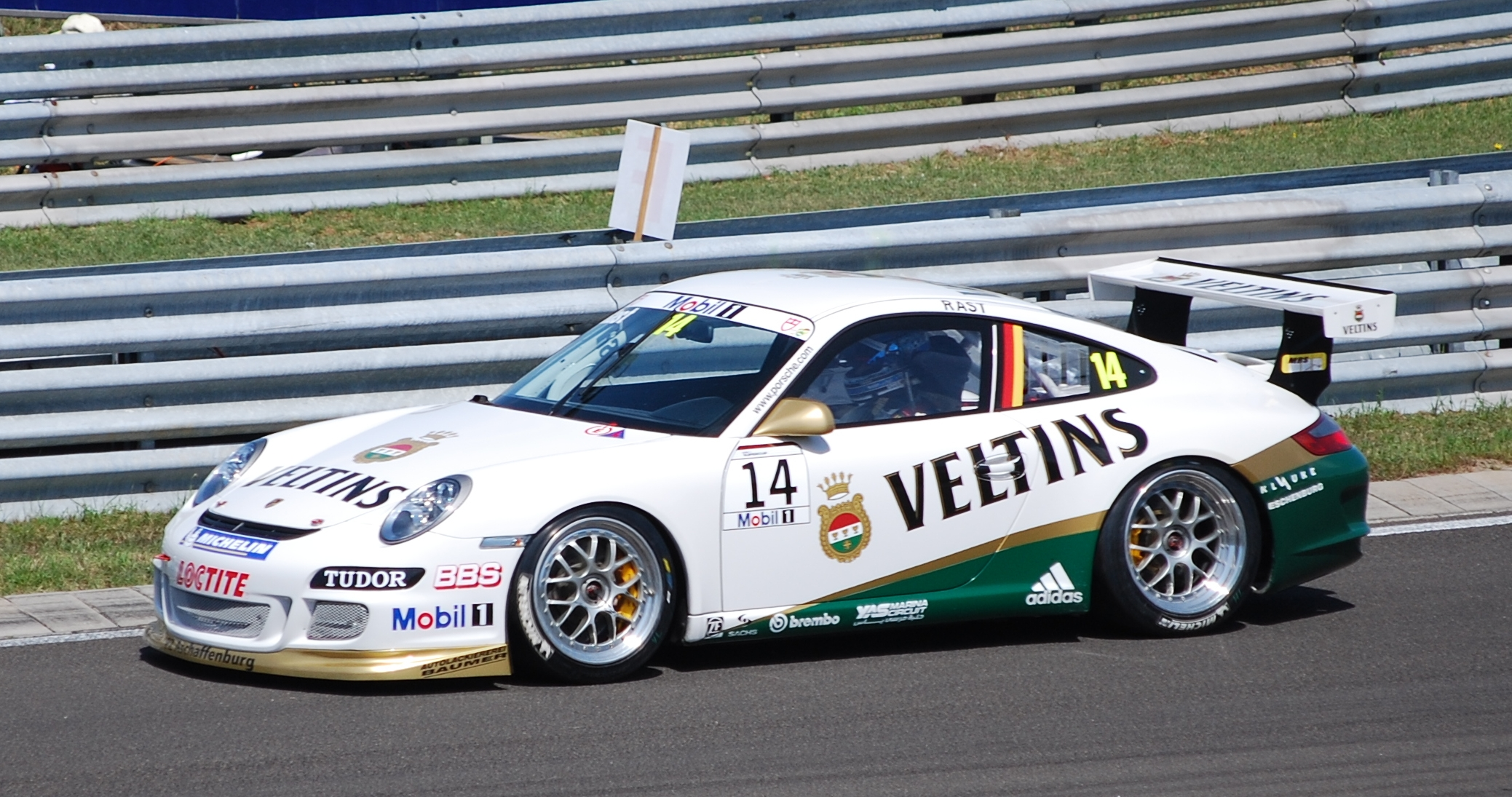
Rast w 2009 roku podczas wyścigu Porsche Supercup na torze Hungaroring

Rast rozpoczął swoją karierę w 1996 roku od startów gokartami, w których to zawodach brał udział do 2002 roku. Nie oznaczało to jednak jego rozstania z wyścigami samochodów jednomiejscowych. Już rok po rozstaniu z gokartami Rast zadebiutował w Formule BMW, w której bez większych sukcesów spędził dwa sezony. Pierwszym znaczącym sukcesem Niemca było odniesienie w 2005 tytułu mistrza w ADAC Volkswagen Polo Cup. Kolejnym dużym sukcesem Rasta było odniesienie zwycięstwa w Niemieckiej Porsche Carrera Cup. Od 2008 startuje w Porsche Supercup, gdzie już w pierwszym sezonie startów zajął piąte miejsce. Rok później był już drugi, a w 2010 po raz pierwszy triumfował, co powtórzył w dwóch kolejnych sezonach odchodząc z serii w 2012 roku jako jej trzykrotny mistrz. W sezonie 2011 zwyciężył w Porsche Carrera World Cup W 2012 wygrał również drugi raz w karierze niemiecką Porsche Carrera Cup. Rast w sezonach 2010-2012 startował również w ADAC GT Masters. Został mistrzem tej serii w ostatnim sezonie, w którym wziął udział. Kolejnym sukcesem w roku 2012 było zwycięstwo za oceanem w 24h Daytona w klasie GT. W kolejnym roku brał udział w FIA GT Series, gdzie zdobył 5 podiów, z czego przypisał sobie jedno zwycięstwo jeżdżąc samochodem Audi R8 LMS ultra w zespole WRT. W 2014 wystartował po raz pierwszy w słynnym 24h Le Mans w zespole Sébastien Loeb Racing samochodem klasy LMP2 zajmując 4 pozycję na mecie. W 2015 roku wystartował w dwóch rundach długodystansowych mistrzostw świata FIA na fabrycznym Audi R18 e-tron quattro, zajmując czwarte miejsce w 6-godzinnym wyścigu na torze Spa i siódme w 24-godzinnym wyścigu Le Mans. W 2016 roku ścigał się w pełnym wymiarze godzin dla G-Drive w aucie Oreca-Nissan w klasie LMP2, odnosząc zwycięstwo w Bahrajnie i zajmując drugie miejsce w 24-godzinnym wyścigu Le Mans oraz dwa trzecie miejsca na Silverstone oraz w Austin.
René Rast zadebiutował w Formule E podczas ePrix Berlina 2016, zastępując Antonio Felixa da Coste w Team Aguri. Później startował w dwóch rundach Deutsche Tourenwagen Masters jeżdżąc Audi RS5.
Wygrał mistrzostwa DTM w swoim pierwszym pełnym sezonie dla Team Rosberg. W sezonie 2018, po rekordowych sześciu zwycięstwach z rzędu, stracił tylko cztery punkty do zwycięzcy, tracąc szansę na obronę tytułu. Niemiec wygrał jednak mistrzostwa w 2019 roku. W kolejnym sezonie startów w DTM zdobył swój trzeci tytuł mistrzowski.
Niemiec powrócił do Formuły E na sześć ostatnich wyścigów sezonu 2019-20 w Berlinie, zastępując Daniela Abta w zespole Audi Sport ABT Schaeffler. Udało mu się zdobyć podium w piątym wyścigu, gdzie przekroczył linię mety na trzecim miejscu. 
W sezonie 2020/21 reprezentował barwy Audi Sport ABT Schaeffler. W swoim pierwszym pełnym sezonie Formuły E zajął 13 miejsce w klasyfikacji generalnej z 78 punktami i jednym podium, które zdobył podczas ePrix Puebli. Zajął wtedy drugie miejsce w wyścigu. 

### Sezon 2010
Sezon 2010 był dla Rasta kluczowy w jego karierze, gdyż po raz pierwszy udało mu się osiągnąć triumf w tak wysoko stawianej serii wyścigowej. Podczas wyścigu w Bahrajnie zdobył Pole Position i na pierwszej pozycji dojechał do mety. Dodatkowo wykręcił najszybszy czas okrążenia w wyścigu. W drugim Grand Prix odbywanym również na tym samym torze, Rast ponownie był najszybszy w kwalifikacjach i tę samą pozycję dowiózł do mety. W Hiszpanii niemiecki kierowca odpadł z wyścigu. Zdobył PP w Monako, gdzie po kolejnym pierwszym polu startowym Rast finiszował przed brytyjczykiem Nickiem Tandy. Po Monako przyszła pora na drugi w sezonie hiszpański wyścig, tym razem na torze w Walencji i znów Niemiec nie miał sobie równych, zdobywając Pole Position, najszybsze okrążenie i ostatecznie wygrywając wyścig. GP Wielkiej Brytanii było pierwszym wyścigiem w 2010 roku, w którym Rast dojechał do mety, ale nie wygrał. Tym razem znów jego największy rywal, Nick Tandy nie dał się pokonać. Pech dał się Rastowi we znaki również podczas domowego wyścigu, w Niemczech, gdzie tak jak w pierwszym hiszpański wyścigu, nie dotarł do mety. Na Węgrzech i w Belgii Niemiec stanął na najniższym stopniu podium, a sezon, z czwartym miejscem na Monzy zakończył jako mistrz. Na koniec sezonu jego przewaga nad drugim Tandym wynosiła sześć punktów, co pokazało, jak zacięty i emocjonujący był dla Rasta ten sezon.

### Sezon 2011
Do tego sezonu Rast po raz pierwszy przystępował jako kierowca broniący tytułu. Z piątym i siódmym miejscem odpowiednio w Turcji i Hiszpanii mogło się wydawać, że nie uda mu się obronić tytułu. Kierowca Lechner Racing rozpoczął walkę, która trwała do końca sezonu. Na początek zdobył cztery zwycięstwa z rzędu w Monako, Wielkiej Brytanii i dwukrotnie w Niemczech. Na Hungaroringu nie udało mu się dojechać do mety przez własny błąd, ale później do końca sezonu stawał już na podium, trzykrotnie będąc drugim i raz wygrywając, na koniec sezonu, w drugim wyścigu w Abu Zabi. Rast zdominował przeciwników w drugim mistrzowskim sezonie, lecz po zdobyciu drugiego tytułu zapowiedział odejście z Porsche Supercup. Nie znalazł jednak posady w innej serii wyścigowej, przez co pozostał w obecnej na kolejny sezon. Zgłosił się jednak za późno i stracił przywilej startowania z numerem jeden w sezonie 2012.

### Formuła E
W sezonach 2019/2020 i 2020/2021 był zawodnikiem zespołu Audi Sport Abt Schaeffler Formula E Team.